# Abhay Bharadwaj
Abhay Ganpathrai Bharadwaj (Kampala, 2 de abril de 1954 - Chennai, 1 de diciembre de 2020) fue un defensor indio convertido en político y miembro de Rajya Sabha hasta su fallecimiento.
Fue líder del Partido Popular Indio, estuvo estrechamente afiliado al Rastriya Swayamsevak Sangh y al Akhil Bharatiya Vidyarthi Parishad desde sus días universitarios. 

## Primeros años
Abhay Bharadwaj nació el 2 de abril de 1954 en Uganda, donde vivía entonces su familia. En 1969 su familia se mudó a la India debido a la guerra civil ugandesa.

## Carrera de derecho
Comenzó su carrera como abogado en 1980 en el Colegio de Abogados de Gujarat.
Fue el abogado que defendió a los acusados en el caso de la Sociedad Gulberg, que tuvo lugar durante los disturbios de Gujarat en 2002 y culminó con el asesinato de casi 70 residentes del vecindario. El juicio culminó con un tribunal especial que condenó a 24 acusados y absolvió a 36 en 2016.
También se desempeñó como fiscal especial del gobierno de Gujarat en un caso de presunto abuso de poder contra el ex oficial de IAS Pradeep Sharma durante su mandato como recaudador del distrito de Rajkot.

## Carrera política
Se disputó sin éxito las elecciones de la Asamblea Legislativa de Gujarat en 1995 como candidato independiente de Rajkot West.
También fue miembro de la Comisión de la Ley 21 de la India y contribuyó a legislaciones como la Ley de Mujeres Musulmanas (Protección de los Derechos en el Matrimonio) de 2019 y el Código Civil Uniforme.
El gobierno lo nombró en el comité para seleccionar a un presidente del tribunal industrial del gobierno central.
Fue elegido miembro de Rajya Sabha en julio de 2020.

## Vida privada
Falleció en Chennai el 1 de diciembre de 2020, víctima de COVID-19. Fue incinerado en Rajkot al día siguiente.